# 2019 год во Вьетнаме
События 2019 года во Вьетнаме.

## Общество
В 2019 году прошла перепись населения, согласно которой в стране проживает 96 208 984 человека, из которых этнические вьеты составляют 85,32 %.
23 октября полиция английского графства Эссекс обнаружила 39 тел в рефрижераторном контейнере, прибывшем в морской порт. Выяснилось, что все погибшие — вьетнамцы; они провели 15 часов при температуре −25 °C, пытаясь добраться из Бельгии в Англию. Инцидент вызвал серьёзный резонанс во вьетнамском обществе и привлёк внимание к проблемам незаконной миграции.

## Экономика
Экономика Вьетнама за 2019 год выросла на 7,02 %, показав самый быстрый рост в Азии и один из самых быстрых в мире. Индекс потребительских цен за год вырос на 2,79 %, инфляция оценивалась в 3,4 %.
19 февраля Министерство сельского хозяйства объявило в выявлении вспышки африканской чумы свиней. Фермерам пришлось уничтожить около 6 миллионов свиней общим весом в 342 802 тонны, что составило около 9 % от веса всех свиней во Вьетнаме. В результате этого цены на свинину значительно выросли.

## Внутренняя политика
Впервые за почти 60 лет был повышен пенсионный возраст: для мужчин с 60 до 62, для женщин с 55 до 60 лет.
В 2019 году продолжилась борьба с коррупцией. 11 чиновников уровня руководства государства были привлечены к дисциплинарной ответственности, ещё несколько стали фигурантами уголовных дел.
9 декабря был запущен веб-портал государственных услуг.

## Внешняя политика
Вьетнам был выбран непостоянным членом Совета Безопасности ООН на 2020—2021 годы, а также получил председательство в АСЕАН на 2020 год, на голосовании получив 192 из 193 голосов.
27-28 февраля в Ханое прошел саммит глава США и Северной Кореи, организованный Вьетнамом. Встреча Дональда Трампа и Ким Чен Ына вызвала большой интерес международной прессы и освещалась примерно в 50 раз больше, чем саммит АТЭС 2017 года в Дананге.

## Экология
В 2019 году произошло несколько серьёзных экологических инцидентов. В августе в Ханое произошёл пожар на складе компании «Rạng Đông», в результате которого из ламп в окружающую среду попало от 15,1 до 27,2 кг ртути. На реке Да произошла утечка отработанного машинного масла, в результате которой у 250 тысяч домохозяйств возникли проблемы с чистой водой. Власти не смогли своевременно должным образом отреагировать на эти инциденты.
Во Вьетнаме не перерабатывается 2/3 мусора, и значительная его часть — пластик, который впоследствии попадает в море. В 2019 году руководство страны приняло программу борьбы с пластиковым мусором.

## Спорт
Впервые за всё время участия в Играх Юго-Восточной Азии одновременно и мужская, и женская сборные по футболу выиграли золото. Женская команда стала чемпионом в шестой раз, мужская — в первый.

## Умершие
В 2019 году скончались вьетнамские деятели:
- 22 апреля — Ле Дык Ань, политический, военный и государственный деятель, президент Вьетнама с 1992 до 1997 годы.
- 14 июля — Хоанг Туй, прикладной математик, считается одним из двух первопроходцев математики во Вьетнаме.
- 22 сентября — Нгуен Ван Бай[вьет.], лётчик-ас, Герой Народных Вооружённых сил Вьетнама.
- 29 сентября — Нгуен Хыу Хань[вьет.] — военный деятель Вооружённых сил Республики Вьетнам, бригадный генерал, участник событий падения Сайгона.
- 26 декабря — Нгуен Ван Ти[вьет.], композитор.